# آستا: در زندان بهار
آستا: در زندان بهار (به انگلیسی: Aastha: In the Prison of Spring) فیلمی هندی محصول سال ۱۹۹۷ و به کارگردانی باسو باتاچاریا است. در این فیلم بازیگرانی همچون ریکا، اوم پوری، دینش تاکور، نوین نیشچول و دیزی ایرانی ایفای نقش کرده‌اند.